# Diaea megagyna
Diaea megagyna är en spindelart som beskrevs av Evans 1995. Diaea megagyna ingår i släktet Diaea och familjen krabbspindlar. Inga underarter finns listade i Catalogue of Life.